# Aeronaves presidenciales de Colombia
Son varias las Aeronaves que transportan al Presidente de Colombia y su comitiva por Colombia y el Mundo. Al contrario de otros países como en los Estados Unidos donde la Fuerza Aérea de los Estados Unidos y el Cuerpo de Marines de Estados Unidos comparten la misión de transportar al presidente, en Colombia esta responsabilidad recae en la Fuerza Aérea Colombiana.

## Fuerza Aérea Colombiana 0001
Fuerza Aérea Colombiana 0001 (FAC 0001) es el número de matrícula e indicativo que da el control del tráfico aéreo al principal avión al servicio del Presidente de Colombia. Siendo este su principal medio de transporte aéreo.
Es un Boeing 737-700 con la configuración Boeing Business Jet.

## Fuerza Aérea Colombiana 0002
Fuerza Aérea Colombiana 0002 (FAC 0002) es el número de matrícula del segundo avión al servicio del Presidente de Colombia que lo lleva a los aeropuertos donde el (FAC 0001) no puede aterrizar.
El (FAC 0002) es un Fokker F-28 adquirido en 1971 para el transporte presidencial pero a finales de los años 90 la presidencia de la república dejó de utilizarlo para vuelos internacionales
porque en varios aeropuertos no se le permitía el aterrizaje por su excesivo ruido lo que causaba una alta contaminación auditiva, por eso el presidente de Colombia viajaba en un avión comercial. 
El Papa Juan Pablo II en su visita en 1986 uso esta aeronave para transportarse a varios lugares del país por este motivo su escudo papal se encuentra en la puerta. 
El FAC (0002) fue utilizado para transportar hasta Bogotá a los rescatados en la Operación Jaque.

## Helicópteros Presidenciales
Los helicópteros que sirven al Presidente de Colombia son los Bell 412 en configuración VIP arribaron a la Fuerza Aérea Colombiana en mayo de 1985. Inicialmente llegaron al país dos aeronaves 11 pasajeros y bodega de equipaje. Fueron matriculados como FAC 003 y FAC 004.
El FAC 003, sufrió un grave accidente el 16 de septiembre de 1991 en el que murieron todos sus ocupantes. El helicóptero siniestrado fue rápidamente sustituido por una aeronave similar matriculada FAC 005 el cual a la fecha, junto con el FAC 004, continúan prestando servicio para el transporte del Presidente. El FAC 005 se accidentó en Barrancabermeja y fue reemplazado por un Bell 412 EP matrícula FAC 0006 (ya se utilizaba la codificación de 4 dígitos) el cual se estrelló viajando hacia la base de Madrid-CAMAN en 2019 y será reemplazado por un Leonardo AW-139.
Antes de la llegada de los Bell 412 el transporte presidencial estuvo a cargo de un UH-1H Iroquois de matrícula FAC reemplazado en 1972 por un moderno Bell 212 matriculado como FAC 002 y el cual presto servicios hasta la llegada de los Bell 412 en 1985.
Para su movilización por algunas zonas del país el presidente de la República usa helicópteros artillados del ejército.